# 올레나 사도우니차
올레나 아나톨리이우나 사도우니차(우크라이나어: Оле́на Анато́ліївна Садовни́ча, 1967년 11월 4일~)는 우크라이나의 양궁 선수이다. 올림픽에 2회 참가했고 1996년 하계 올림픽 여자 개인전 동메달, 2000년 하계 올림픽 여자 단체전 은메달을 획득했다. 또한 세계 선수권 대회에서 은메달 1개, 유럽 선수권 대회에서 은메달 1개, 동메달 1개를 획득했다.